# Salimata Fofana
Salimata Fofana (17 de agosto de 1997) es una deportista marfileña que compite en judo. Ganó una medalla en los Juegos Panafricanos de 2015, y cuatro medallas en el Campeonato Africano de Judo entre los años 2016 y 2021.

## Palmarés internacional
| Juegos Panafricanos | Juegos Panafricanos               | Juegos Panafricanos | Juegos Panafricanos |
| Año                 | Lugar                             | Medalla             | Categoría           |
| ------------------- | --------------------------------- | ------------------- | ------------------- |
| 2015                | Brazzaville (República del Congo) | Medalla de bronce   | –52 kg              |
| Campeonato Africano |                                   |                     |                     |
| Año                 | Lugar                             | Medalla             | Categoría           |
| 2016                | Túnez (Túnez)                     | Medalla de bronce   | –52 kg              |
| 2019                | Ciudad del Cabo (Sudáfrica)       | Medalla de bronce   | –52 kg              |
| 2020                | Antananarivo (Madagascar)         | Medalla de bronce   | –52 kg              |
| 2021                | Dakar (Senegal)                   | Medalla de plata    | –52 kg              |